# Comité Paralímpico de Costa Rica
El Comité Paralímpico de Costa Rica es el comité paralímpico nacional que representa a Costa Rica. Esta organización es la responsable de las actividades deportivas paralímpicas en el país. Es miembro del Comité Paralímpico Internacional y del Comité Paralímpico de las Américas.